# U 846
U 846 war ein U-Boot vom Typ IX C/40, das von der Kriegsmarine während des Zweiten Weltkrieges im U-Boot-Krieg unter anderem als Wetterboot eingesetzt wurde.

## Technische Daten
Die AG Weser war bereits seit 1934 unter Umgehung der Bestimmungen des Versailler Vertrags mit dem Bau von U-Booten für die Reichsmarine und die Kriegsmarine beauftragt. Nach Kriegsbeginn stellte die Werft ihre Produktion im Wesentlichen auf den U-Boot-Bau um. Es ergingen in erster Linie Bauaufträge für die größeren U-Boot-Klassen, vor allem der verschiedenen Typen der U-Boot-Klasse IX und der U-Boot-Klasse XXI, an die Bremer Deschimag Werft. U 846 gehörte zum siebenten Bauauftrag der nach Kriegsbeginn an die Bremer Deschimag Werft erging. Es war eines von 17 Booten des Typs IX C/40, die im Jahr 1943 an die Kriegsmarine ausgeliefert wurden. Ein Boot dieses Typs war 76 m lang und hatte einen Durchmesser von 6,84 m. Es erreichte bei Überwasserfahrt eine Geschwindigkeit von 18,3 kn und fuhr unter Wasser maximal 7,5 kn. Das Boot wurde am 29. Mai 1943 von Oberleutnant zur See der Reserve Berthold Hashagen in Dienst gestellt. Hashagen hatte seine U-Bootausbildung im Jahr 1942 absolviert und als Erster Wachoffizier auf U 515 zwei Unternehmungen unter dem Kommando von Werner Henke mitgemacht.

## Einsatz und Geschichte
Kommandant Berthold Hashagen überführte das Boot in die Ostsee. Bis November 1943 war U 846 der 4. U-Flottille unterstellt, einer Ausbildungsflottille, die in Stettin stationiert war. In dieser Zeit unternahm Kommandant Hashagen mit dem Boot Ausbildungsfahrten in der Ostsee zum Training der Besatzung und zum Einfahren des Bootes.
Am 4. Dezember 1943 lief U 846 von Kiel aus zu seiner ersten Unternehmung aus. Das Boot patrouillierte im Nordatlantik, insbesondere westlich von Irland. Auf dieser Unternehmung ermittelte U 846 Wetterdaten. Am 3. März 1944 lief das Boot in Lorient ein. Von hier aus lief das Boot am 29. April zu seiner zweiten Unternehmung aus.

### Versenkung
U 846 wurde wenige Tage nach dem Auslaufen am 2. Mai von einer Handley Page Halifax der No. 58 Squadron der Royal Air Force angegriffen. Es gelang der U-Bootbesatzung, das gegnerische Flugzeug abzuschießen. Zwei Tage später, am 4. Mai 1944, wurde das Boot in der Biskaya bei einem Luftangriff am frühen Morgen von einer mit Leigh light ausgerüsteten Vickers Wellington der No. 407 Squadron der Royal Canadian Air Force durch Wasserbomben versenkt.